# Etmopteridae
Gli Etmopteridae Fowler, 1934 sono una famiglia di piccoli squali dell'ordine Squaliformes. Alcune classificazioni li considerano una sottofamiglia della famiglia Dalatiidae, sotto il nome di Etmopterinae.

## Areale
Vivono in alcune parti dell'Oceano Atlantico, dell'Oceano Pacifico e dell'Oceano Indiano, principalmente al di sopra della zona bathiale, più raramente al di sopra della piattaforma continentale o nel medio oceano. Preferiscono i mari tropicali e quelli temperati, anche se se ne trovano nell'Atlantico settentrionale fino all'Islanda.

## Aspetto
La maggior parte delle specie non supera lunghezze di 90 cm. Sono dotati di due pinne dorsali, entrambe dotate di spine. La pinna caudale è segnata da una tacca. Quasi tutti sono dotati di organi per la bioluminescenza.

## Tassonomia
La famiglia è divisa in 5 generi e 44 specie:
- Aculeola  (de Buen, 1959)
  - Aculeola nigra  (de Buen, 1959)
- Centroscyllium  (Müller & Henle, 1841)
  - Centroscyllium excelsum  (Shirai & Nakaya, 1990)
  - Centroscyllium fabricii  (Reinhardt, 1825)
  - Centroscyllium granulatum  (Günther, 1887)
  - Centroscyllium kamoharai  (Abe, 1966)
  - Centroscyllium nigrum  (Garman, 1899)
  - Centroscyllium ornatum  (Alcock, 1889)
  - Centroscyllium ritteri  (Jordan & Fowler, 1903)
- Etmopterus  (Rafinesque, 1810)
  - Etmopterus baxteri  (Garrick, 1957)
  - Etmopterus bigelowi  (Shirai & Tachikawa, 1993)
  - Etmopterus benchley  (Vasquez, 2015)
  - Etmopterus brachyurus  (Smith & Radcliffe in Smith, 1912)
  - Etmopterus bullisi  (Bigelow & Schroeder, 1957)
  - Etmopterus burgessi  (Schaaf-Da Silva & Ebert, 2006)
  - Etmopterus carteri  (Springer & Burgess, 1985)
  - Etmopterus caudistigmus  (Last, Burgess & Séret, 2002)
  - Etmopterus compagnoi  (Fricke & Koch, 1990)
  - Etmopterus decacuspidatus  (Chan, 1966)
  - Etmopterus dianthus  (Last, Burgess & Séret, 2002)
  - Etmopterus dislineatus  (Last, Burgess & Séret, 2002)
  - Etmopterus evansi  (Last, Burgess & Séret, 2002)
  - Etmopterus fusus  (Last, Burgess & Séret, 2002)
  - Etmopterus gracilispinis  (Krefft, 1968)
  - Etmopterus granulosus  (Günther, 1880)
  - Etmopterus hillianus  (Poey, 1861)
  - Etmopterus litvinovi  (Parin & Kotlyar in Kotlyar, 1990)
  - Etmopterus lucifer  (Jordan & Snyder, 1902)
  - Etmopterus molleri  (Whitley, 1939)
  - Etmopterus perryi  (Springer & Burgess, 1985)
  - Etmopterus polli  (Bigelow, Schroeder & Springer, 1953)
  - Etmopterus princeps  (Collett, 1904)
  - Etmopterus pseudosqualiolus  (Last, Burgess & Séret, 2002)
  - Etmopterus pusillus  (Lowe, 1839)
  - Etmopterus pycnolepis  (Kotlyar, 1990)
  - Etmopterus robinsi  (Schofield & Burgess, 1997)
  - Etmopterus schmidti  (Dolganov, 1986) ???
  - Etmopterus schultzi  (Bigelow, Schroeder & Springer, 1953)
  - Etmopterus sentosus  (Bass, D'Aubrey & Kistnasamy, 1976)
  - Etmopterus spinax  (Linnaeus, 1758)
  - Etmopterus splendidus  (Yano, 1988)
  - Etmopterus tasmaniensis  (Myagkov & Pavlov in Gubanov, Kondyurin & Myagkov, 1986)
  - Etmopterus unicolor  (Engelhardt, 1912)
  - Etmopterus villosus  (Gilbert, 1905)
  - Etmopterus virens  (Bigelow, Schroeder & Springer, 1953)
- Miroscyllium  (Shirai & Nakaya, 1990)
  - Miroscyllium sheikoi  (Bonnaterre, 1788)
- Trigonognathus  (Mochizuki & Ohe, 1990)
  - Trigonognathus kabeyai  (Mochizuki & Ohe, 1990)